# Cylindrocarpon orthosporum
Cylindrocarpon orthosporum är en svampart som först beskrevs av Pier Andrea Saccardo, och fick sitt nu gällande namn av Hans Wilhelm Wollenweber 1916. Cylindrocarpon orthosporum ingår i släktet Cylindrocarpon och familjen Nectriaceae.   Inga underarter finns listade i Catalogue of Life.